# Satz von Hopkins
Der Satz von Hopkins (englisch Hopkins' theorem), oft auch als Satz von Hopkins-Levitzki (englisch Hopkins–Levitzki theorem) bezeichnet, ist ein im mathematischen Teilgebiet der Ringtheorie gelegener mathematischer Lehrsatz, der auf wissenschaftliche Arbeiten der beiden Mathematiker Charles Hopkins (1902–1939) und  Jakob Levitzki (1904–1956) aus dem Jahr 1939 zurückgeht. Der Satz behandelt den Zusammenhang zwischen artinschen und noetherschen Ringen.
Der Satz gab Anlass zu einer Anzahl von weitergehenden Untersuchungen.

## Formulierung des Satzes
Er lässt sich angeben wie folgt:
Sei {\displaystyle R} ein beliebiger Ring mit Eins.
Dann gilt:
Ist {\displaystyle R} linksartinsch (rechtsartinsch), so ist {\displaystyle R} stets auch linksnoethersch (rechtsnoethersch) .

## Andere Darstellung
In seinem Lehrbuch Abstract Algebra (s. u.) gibt Pierre Antoine Grillet eine andere Darstellung, welche den Satz von Hopkins-Levitzki von dem Satz von Hopkins trennt. Grillet zufolge ist unter dem Satz von Hopkins zwar im Wesentlichen der oben ausgeführte Satz zu verstehen. Unter dem Satz von Hopkins-Levitzki indes fasst Grillet die folgende Aussage:
Sei {\displaystyle R} ein linksartinscher Ring mit Eins und sei {\displaystyle M} ein unitärer Linksmodul über {\displaystyle R}.
Dann sind die folgenden Eigenschaften gleichwertig:
 (i) {\displaystyle M} ist noethersch.
 (ii) {\displaystyle M} ist artinsch.
 (iii) {\displaystyle M} ist von endlicher Länge.
Den Satz von Hopkins fügt Grillet dann als Korollar unmittelbar an.
In seinem Lehrbuch Basic Algebra (s. u.) gibt P. M. Cohn einen dem letztgenannten weitgehend gleichwertigen Satz wieder, ohne diesen indes eigens nach Autoren zu benennen. Er lautet:
Sei {\displaystyle R} ein linksartinscher Ring mit Eins und sei {\displaystyle M} ein unitärer Linksmodul über {\displaystyle R}.
Dann sind die folgenden Bedingungen gleichwertig:
 (a) {\displaystyle M} ist artinsch.
 (b) {\displaystyle M} ist noethersch.
 (c) {\displaystyle M} hat eine Kompositionsreihe.
 (d) {\displaystyle M} ist endlich erzeugt.
Auch Cohn fügt den Satz von Hopkins dann als Korollar an.

## Ein verwandter Satz von Artin
In seinem Lehrbuch Advanced Algebra (s. u.) trägt Anthony W. Knapp einen verwandten Satz vor, den er Emil Artin zurechnet und aus dem hervorgeht, dass unter speziellen Voraussetzungen noch schärfere Aussagen gegeben sind. Dieser Satz lautet:
Sei {\displaystyle R} ein einfacher Ring mit Eins.
Dann sind die folgenden Eigenschaften gleichwertig:
 (a) {\displaystyle R} ist linksartinsch.
 (b) {\displaystyle R} ist ein halbeinfacher Ring.
 (c) {\displaystyle R} besitzt ein minimales Linksideal.
 (d) {\displaystyle R} ist isomorph einem Matrizenring {\displaystyle D^{n\times n}} für einen Divisionsring {\displaystyle D} und eine natürliche Zahl {\displaystyle n>0}.
Sei {\displaystyle R} ein einfacher Ring mit Eins.
Insbesondere git:
 Ein linksartinscher Ring mit Eins ist immer auch rechtsartinsch.